# Tavalitjevo
Tavalitjevo (bulgariska: Таваличево) är ett distrikt i Bulgarien.   Det ligger i kommunen obsjtina Kjustendil och regionen Kjustendil, i den västra delen av landet, 60 km sydväst om huvudstaden Sofia.
Omgivningarna runt Tavalitjevo är en mosaik av jordbruksmark och naturlig växtlighet. Runt Tavalitjevo är det ganska glesbefolkat, med 21 invånare per kvadratkilometer.